# Feuerschiff Gedser Rev
Feuerschiff Gedser Rev (dänisch Fyrskib XVII Gedser Rev) ist ein außer Dienst gestelltes Leuchtfeuerschiff von 1895. Es liegt heute als Museumsschiff in Helsingør, Dänemark, nachdem es zuvor im Nyhavn Canal in Kopenhagen lag. Das Schiff gehört dem Dänischen Nationalmuseum, welches es nach der Außerdienststellung übernahm. Es war am längsten in seiner Dienstzeit am Gedser Rev südlich von Falster im Einsatz.

## Geschichte
Dänemarks erstes Leuchtfeuerschiff wurde auf der Schiffswerft von Jacob Holm (1770–1845) in Christianshavn 1829 gebaut. Von da an wurden alle dänischen Feuerschiffe durchnummeriert.
Auf der N.F.Hansen-Schiffswerft in Odense wurde das Feuerschiff 1895 bereits als No. XVII gebaut. Es wurde anfangs im Lappegrund am Eingang in den Öresund stationiert. Es wurde angetrieben von zwei Dampfmaschinen, die 1918 durch eine 16-PS-Kerosin-Maschine ersetzt wurde. Ab 1921 wurde das Feuerschiff nach Falster mit einer neuen 3-Zylinder-Maschine ans Gedser Rev, den südlichsten Punkt von Dänemark, verlegt.
Während der deutschen Okkupation Dänemarks während des Zweiten Weltkriegs wurde das Schiff 1940 beschlagnahmt und nach Kalundborg verlegt. 1945 kehrte es auf seine alte Position zurück.Feuerschiff-Position
Das Feuerschiff war im Verlauf seiner Dienstjahre in mehrere Kollisionen verwickelt, die dramatischste ereignete sich 1954, in deren Folge das Feuerschiff innerhalb weniger Minuten versank. Der diensthabende Seemann ging über Bord und ertrank, die restliche Mannschaft konnte gerettet werden.
Während des Kalten Krieges und nach der Errichtung der Berliner Mauer 1961 versuchten viele Ostdeutsche ihre Flucht über die Ostsee nach Dänemark. Die meisten Versuche scheiterten und viele starben dabei. Insgesamt wurden am Feuerschiff mindestens 50 Menschen gerettet. Eine spektakuläre Flucht von Graal-Müritz zum Feuerschiff gelang dem Bernd Böttger aus Sebnitz im September 1968, indem er sich von einem selbstgebauten Unterwasser-Scooter durch die Ostsee ziehen ließ. Eine ebenso bemerkenswerte Flucht gelang dem Berliner Ingenieur Manfred Burmeister kurz danach im Oktober 1969 mithilfe eines auch benzinbetriebenen Unterwasser-Scooters.
Als das südlichste Ende des dänischen Territoriums und scheinbar erreichbares Ziel fungierte das Feuerschiff bis zum Ende seiner Einsatzzeit.

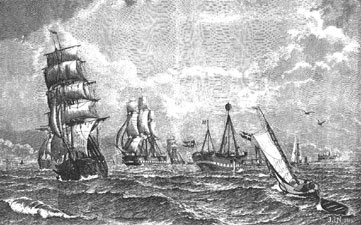
Feuerschiff No. XVII am Lappegrund, 1896
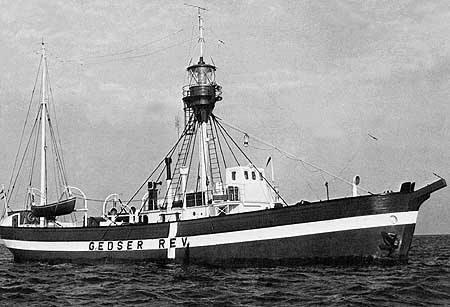
Feuerschiff No. XVII am Gedser Riff, 1948
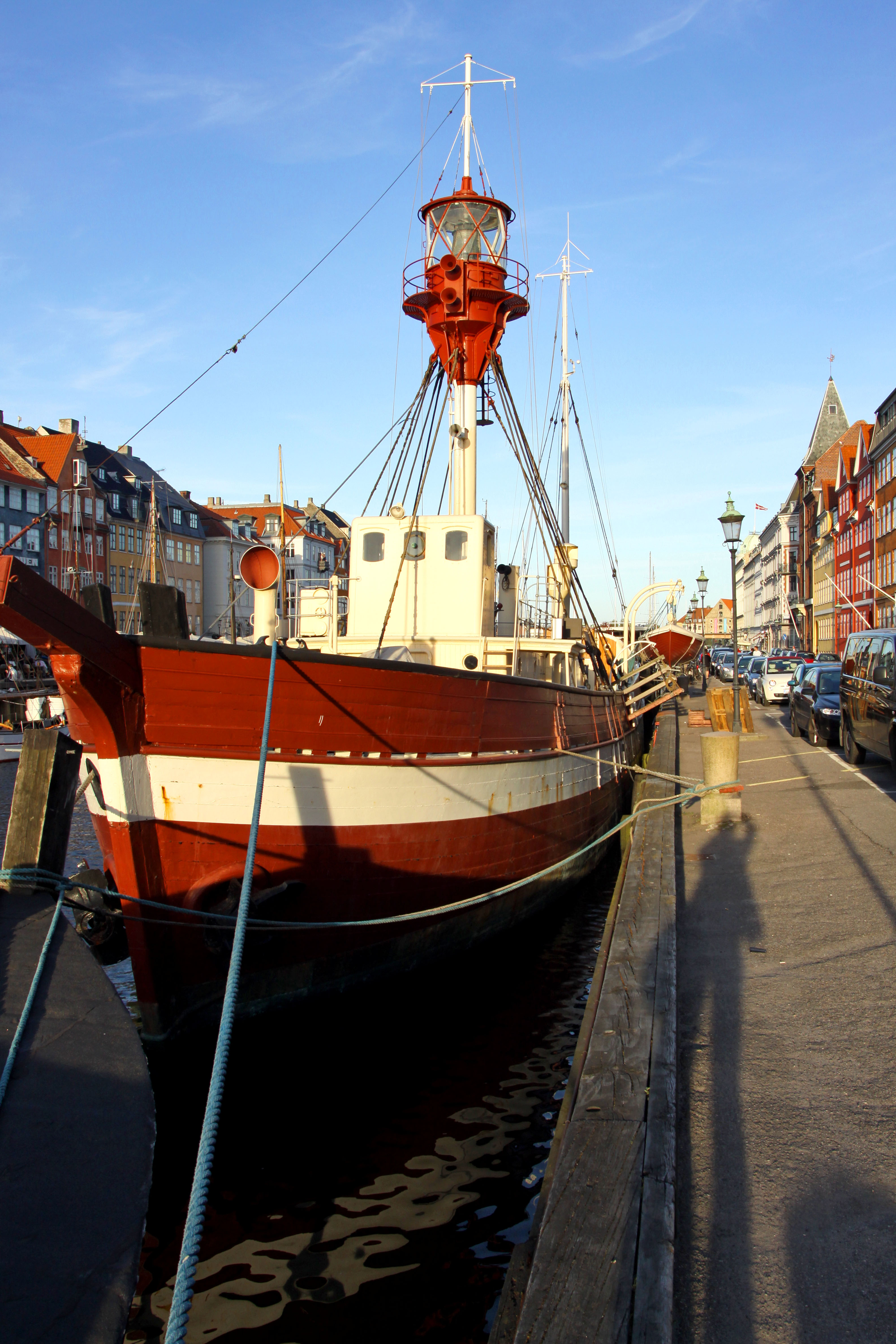
Feuerschiff No. XVII in Kopenhagen-Nyhavn, 2010
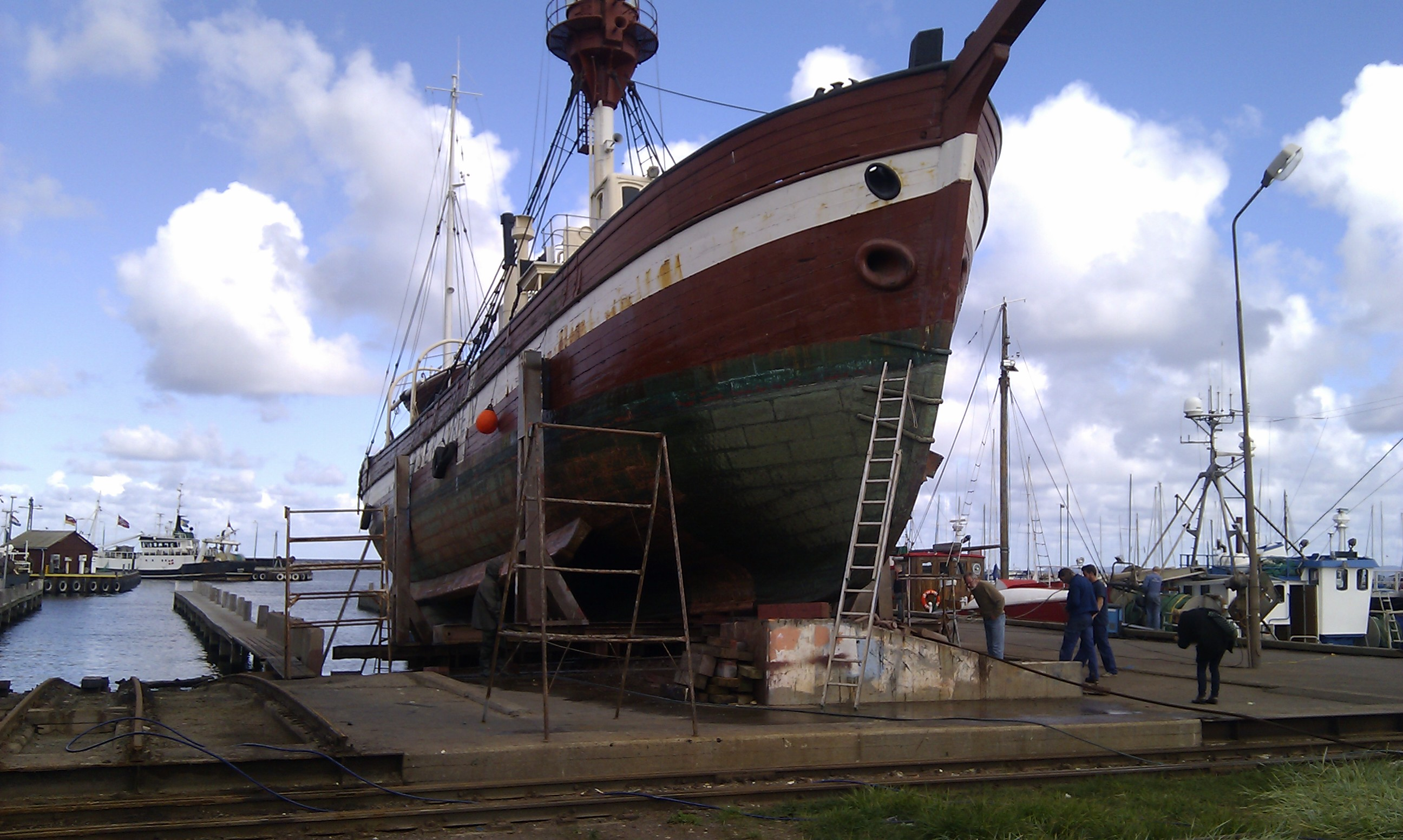
Gillelejehavn Werft, 2012
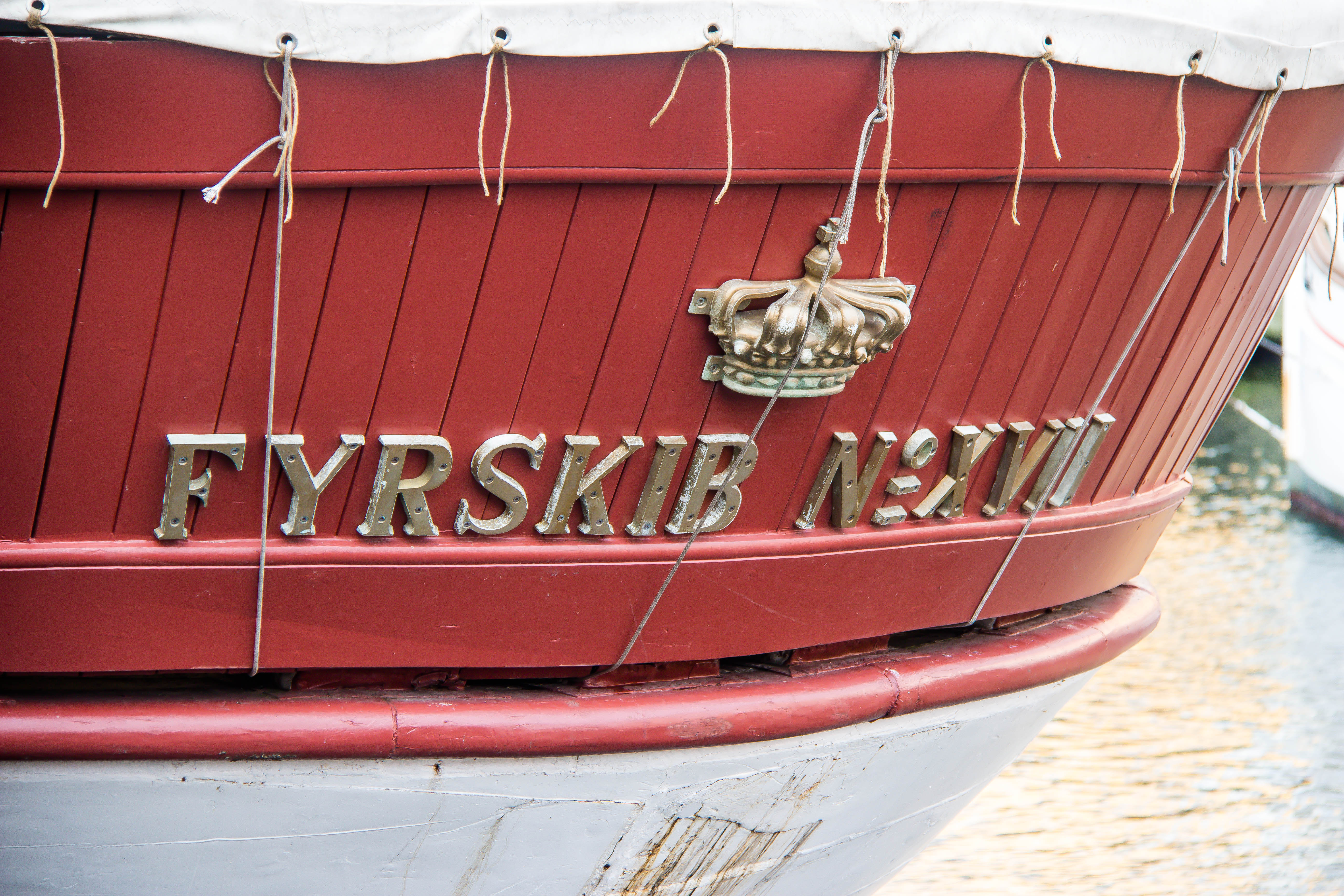
Heckspiegel No. XVII, 2015

## Museumsschiff
Das Feuerschiff No. XVII wurde 1972 außer Dienst gestellt und stand danach zum Verkauf in Kopenhagen. Eine Spende von der A. P. Møller Foundation ermöglichte es dem Dänischen Nationalmuseum, das Schiff zu erwerben. Die A. P. Møller Foundation sponsorte ebenso eine Restaurierung, die auf der Hvide-Sande-Schiffswerft von Januar 2001 bis November 2003 erfolgte.
Das Feuerschiff hatte für einige Jahre in Nyhavn, Kopenhagen, seinen Liegeplatz und war für den Besucherverkehr sonnabends von 11.00 bis 15.00 Uhr von Juni bis Ende August geöffnet. Die Führung erfolgte durch Freiwillige.
Das Nationalmuseum erhielt 2012 eine Spende in Höhe von NOK 8.122.686 für sein Schiff Fyrskib XVIII Gedser Rev von der Stiftung für allgemeine Zwecke von AP Møller und seiner Frau Chastine Mc-Kinney Møller. Mit der Spende wurde eine umfassende Sanierung des Leuchtturms finanziert. Das Schiff wurde daher für den Rest des Jahres von seinem üblichen Platz in Nyhavn nach Gilleleje Baadebyggeri geschleppt, wo unter anderem Konservierungsarbeiten am mit Kupfer beplankten Rumpf durchgeführt wurden.
Fyrskib XVII Værftsmuseet, Helsingør, 2018

Link zum Bild

Die Kupferbeplankung ist eine Schutzschicht um den Schiffsrumpf, die verhindert, dass das Holz von Pfahlwürmern angegriffen wird und unterhalb der Wasserlinie verrottet. Ursprünglich wurde die Beplankung des Feuerschiffs in regelmäßigen Abständen erneuert. Die letzte Erneuerung war viele Jahre her, daher war es ein sehr wichtiger Teil der Renovierung. Im Zuge der Erneuerung der Beplankung wurden die Kupferplatten entfernt, der Holzrumpf gereinigt und zahlreiche Löcher verfüllt. Die Eichenbretter des Rumpfes wurden verstemmt, d. h. mit Gips und Pech in den Fugen versiegelt und mit einem neuen Teerfilz abgedeckt, bevor eine neue Kupferbeplankung aufgenagelt wurde. Das Schiff kehrt anschließend nach Nyhavn zurück, wo die eigenen Schiffsschreiner des Nationalmuseums die Holzkonstruktionen über der Wasserlinie reparierten, einschließlich das Schiffsdeck.

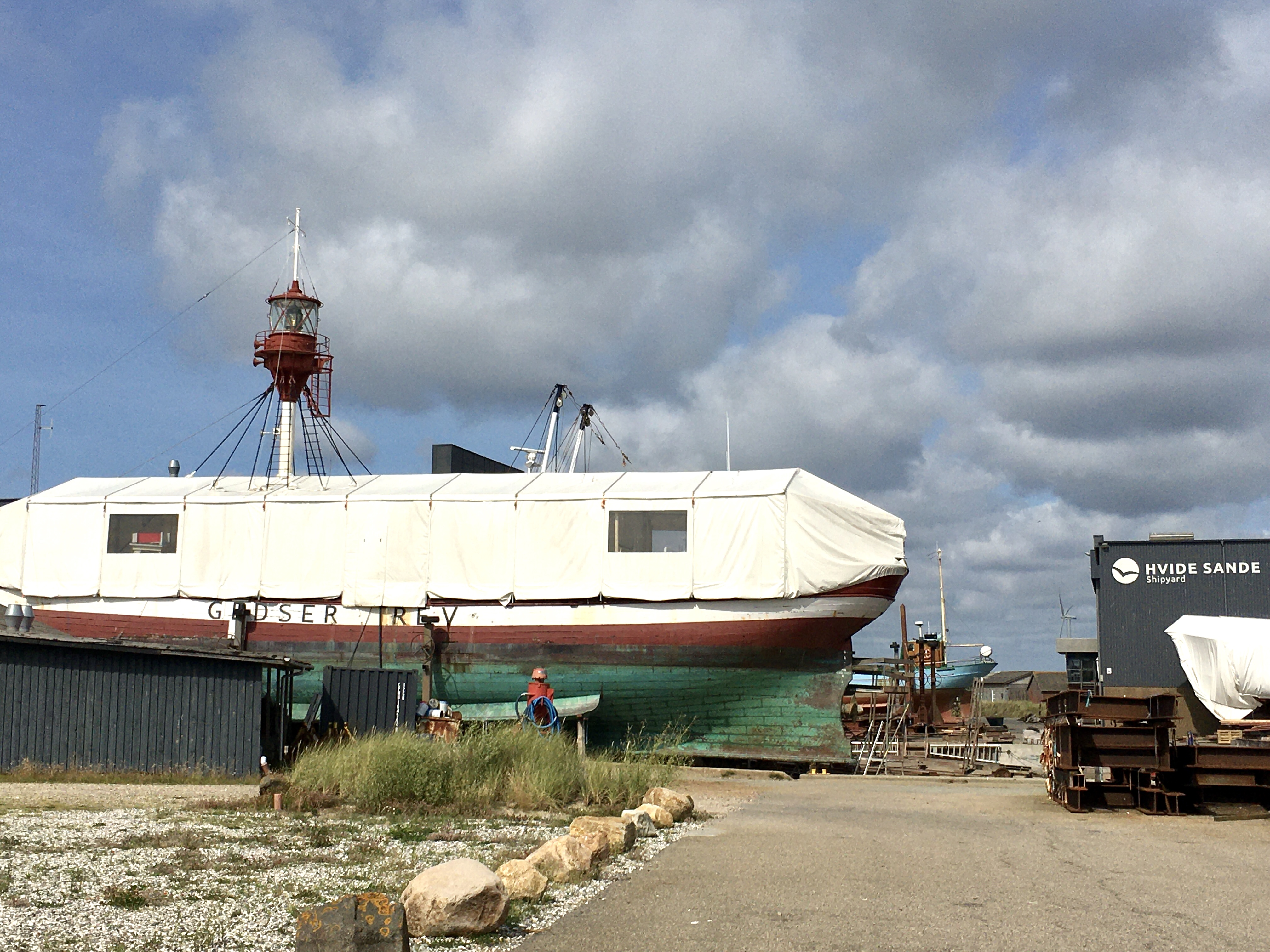
Werftplatz in Hvide Sande, 2024

Am 9. Mai 2018 wurde das Feuerschiff von Nyhavn nach Helsingør in das historische Dock 2 verholt, wo es für geplant die nächsten fünf Jahre als Museumsschiff verbleibt.

## Trivia
Der Bornholmer Gitarrenbauer Jakob Bodo Schultz fertigte aus einem alten Stück Schiffsplanke des Feuerschiffs 2013 eine E-Gitarre für einen australischen Musiker. Sein Urgroßvater versah einst als Wachmann seinen Dienst auf diesem Feuerschiff. Im Gegenzug sandte er eine CD, die er Feuerschiff nannte und die auf dieser Gitarre gespielt wurde.

## Münze
Am 27. Mai 2009 gab die Dänische Nationalbank eine Münze in der seit 2007 mit dem Nominalwert von jeweils 20 kr ausgegebenen Schiffs-Serie mit dem Motiv des Feuerschiffs nach dem Design der Künstlerin Karin Lorentzen heraus.
20 Kroner Fyrskib XVII

Link zum Bild